# 磷酸三甲苯酯
磷酸三甲苯酯（英语：Tricresyl phosphate，缩写：TCP）是三種有機磷酸酯異構體的混合物，主要用作阻燃劑和制造漆、清漆以及乙烯基塑料的增塑劑。純品是無色的粘稠液體，但商業品通常是黃色的。幾乎不溶於水，但易溶於甲苯、己烷、乙醚等有機溶劑。在1854年由威廉臣以五氯化磷與甲酚（鄰、間、對異構體的混合物）合成，但現今亦可以甲酚與三氯氧磷或磷酸合成。磷酸三甲苯酯，尤其是全鄰位異構體，會引致急性中毒，慢性毒性也值得關注。鄰位異構體極毒，很少在需要純異構體的實驗室研究外單獨使用，正常不會用在有磷酸三甲苯酯的商業產品。

## 安全

### 代謝
雖然TOCP主要由尿液和糞便排泄，但部分由hepatic cytochrome P450系統代謝，包括羥基化甲基，脫芳基（去除一個鄰甲酚基）和羥甲基轉化為醛或羧酸。